# Tillandsia 'Pink Panther'
Tillandsia 'Pink Panther' es un cultivar híbrido del género Tillandsia perteneciente a la familia Bromeliaceae.
Es un híbrido creado con las especies Tillandsia circinnatioides × Tillandsia concolor.